# زیردریایی کلاس ای (بریتانیا)
زیردریایی کلاس ای (بریتانیا) (به انگلیسی: British E-class submarine) یک کلاس از زیردریایی است.